# Андре Пилет
Андре Пилет (на френски: André Pilette) е бивш пилот от Формула 1. Роден на 6 октомври 1918 г. в Париж.

## Формула 1
Андре Пилет прави своя дебют във Формула 1 в Голямата награда на Аржентина през 1956 г. В световния шампионат записва 14 състезания като спечелва 2 точки, състезава се за два отбора и с частен Лотус.